# Laurent Kloetzer

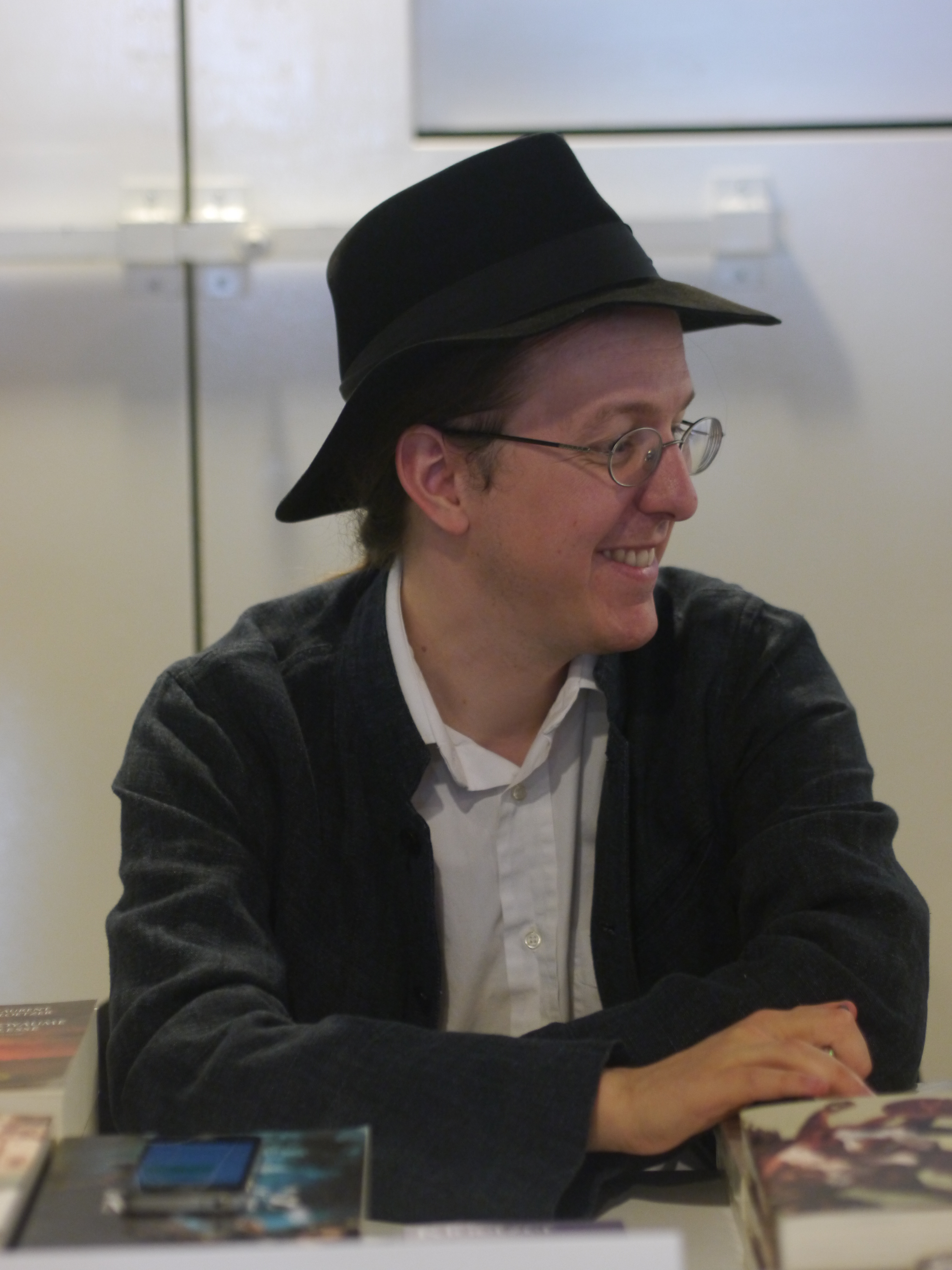
Laurent Kloetzer

Laurent Kloetzer (geboren 1975) ist ein französischer Autor von Science-Fiction und Fantasy. Zusammen mit seiner Frau Laura veröffentlichte er auch unter dem Pseudonym L. L. Kloetzer. Eines dieser Werke, der Roman Anamnèse de Lady Star, erhielt 2014 den Grand Prix de l’Imaginaire und den Prix Rosny aîné.

## Auszeichnungen
- 1998: Prix Julia-Verlanger für den Roman Mémoire vagabonde
- 2011: Prix Planète SF des blogueurs für den Roman Cleer
- 2014: Grand Prix de l’Imaginaire für den Roman Anamnèse de Lady Star
- 2014: Prix du Lundi für den Roman Anamnèse de Lady Star
- 2014: Prix Rosny aîné für den Roman Anamnèse de Lady Star
- 2016: Prix Bifrost für die Erzählung La confirmation

## Bibliografie
Romane
- Mémoire vagabonde (1997)
- La voie du cygne (1999)
- Le royaume blessé (2006)
- CLEER : une fantaisie corporate (2010, zusammen mit Laura Kloetzer als L. L. Kloetzer)
- Anamnèse de Lady Star (2013, zusammen mit Laura Kloetzer als L. L. Kloetzer)
- Vostok (2016)

Sammlungen
- Petites morts (2012)
- Tadjélé : récits d'exil (2012, mit Léo Henry, Jacques Mucchielli und Stéphane Perger)

Kurzgeschichten
- Mademoiselle Belle (1999)
- Rélio (2000)
- Qu'importe le flacon (2002)
- Moira ap’Callaghan (2002)
- Kane (2006)
- Le Chant du krall de la chèvre (2008)
- L'orage (2009)
- Trois singes (2009)
- Ao (2010)
- Eva (2012)
- Immacolata (2012)
- La magicienne (2012, 4 Teile)
- Toujours être ailleurs (2012)
- Christiana (2013)
- Les yeux verts (2014)
- Le voilier d'or (2014)
- Les terres dont je me souviens (2014)
- Stefanes (2014)
- Nuit de Samain (2014)
- La Mort du roi des brumes (2014)
- Moronn (2014)
- Les labyrinthes de cristaux (2014)
- La fer, la neige et le sang (2014)
- Bloedwen (2014)
- L’attente (2014)
- La confirmation (2016)
- Le bunker du monde (2016)
- La fabrique de cercueils (2017, zusammen mit Laura Kloetzer als L. L. Kloetzer)
- Issa Elohim (2018)